# 西都爾
西都爾（希伯來語：‎ sīddūr, [siˈduʁ, 'sɪdəʁ]; 複數 ‎ [siduˈʁim]）是猶太教的日常祈禱書，其內容是各式禮拜儀式的提綱，並非固定的經文，而會根據形成的社會及文化有所不同。現存最早的西都爾出自西元九世紀。

## 外部連結
- Siddur HaEsh (of Fire)